# Música Crocante
Música Crocante é o quinto álbum de estúdio da banda de rock brasileira Autoramas. Lançado em outubro de 2011, foi realizado graças a um esquema de financiamento coletivo que garantiu os recursos financeiros necessários para a gravação, enquanto a distribuição e logística do trabalho foi acertada através de uma parceria com a gravadora Coqueiro Verde Records.
Trata-se do primeiro trabalho de estúdio do grupo com a baixista Flávia Couri, que participou anteriormente apenas do ao vivo MTV Apresenta Autoramas Desplugado, de 2009. Apresenta parcerias de Gabriel Thomaz com o jornalista argentino Maxi Martina e com a banda uruguaia The Supersónicos, uma participação de Jô Soares, tocando bongô na faixa "Verdade Absoluta", e também uma homenagem a Billy, integrante da banda japonesa Guitar Wolf morto em 2005. Traz ainda, como faixa bônus, uma versão instrumental da canção "Blue Monday" do New Order.

## História
No começo de junho de 2011, o Autoramas deu início a um sistema de financiamento coletivo para angariar fundos e finalizar as gravações de seu novo álbum de estúdio. A proposta era reunir, em pouco mais de um mês, 14 000 reais a partir da contribuição dos fãs, que poderiam adquirir cotas que iam de R$ 20 a R$ 10 000 e que estavam atreladas a "recompensas" como receber em casa o álbum antes do lançamento, ingressos para shows e, num dos prêmios máximos, uma guitarra Danelectro Hodad usada por Gabriel Thomaz durante grande parte de sua carreira.
A meta do financiamento foi batida a poucos dias do prazo final, com a participação de 149 pessoas e a arrecadação de R$ 14.562,03, o que finalmente viabilizou a continuidade e finalização da produção de Música Crocante. Em 24 de outubro de 2011, o álbum foi disponibilizado por streaming no site SoundCloud, enquanto os participantes do financiamento recebiam por e-mail um link para download gratuito da gravação.

## Faixas
| N.º | Título                                                                                | Duração |  |
| 1.  | "Verdade Absoluta" (Gabriel Thomaz)                                                   | 3:14    |  |
| 2.  | "Tudo Bem" (Gabriel Thomaz)                                                           | 2:56    |  |
| 3.  | "Verdugo" (Gabriel Thomaz, Maxi Martina)                                              | 4:22    |  |
| 4.  | "Máquina" (Gabriel Thomaz, The Supersónicos)                                          | 3:14    |  |
| 5.  | "Abstrai" (Gabriel Thomaz)                                                            | 2:56    |  |
| 6.  | "Lugar Errado" (Flávia Couri)                                                         | 4:22    |  |
| 7.  | "Domina" (Ruben Jacobina)                                                             | 3:14    |  |
| 8.  | "Superficial" (Flávia Couri)                                                          | 2:56    |  |
| 9.  | "Guitarrada II" (Gabriel Thomaz)                                                      | 4:22    |  |
| 10. | "Sem Privilégios" (Marcelo Peterro, Guiulle Aquino, Henrique Marquez, Rodrigo Fronza) | 3:14    |  |
| 11. | "Luana López" (Gabriel Thomaz)                                                        | 2:56    |  |

### Bônus
| N.º | Título                                                                      | Duração |  |
| 1.  | "Billy Hates Sayonara" (Gabriel Thomaz)                                     | 3:14    |  |
| 2.  | "Blue Monday" (Gillian Gilbert, Peter Hook, Stephen Morris, Bernard Sumner) | 2:56    |  |

## Créditos
- Gabriel Zander e Autoramas - produção
- Gabriel Thomaz - guitarra e voz
- Flávia Couri - baixo e voz
- Bacalhau - bateria
- Humberto Barros - teclados
- Jô Soares - bongô